# Henrik I. Guiški
Henrik I. Guiški (francosko Henri Ier de Guise), včasih imenovan Le Balafré (Brazgotinec), je bil 3. vojvoda Guiški, 2. princ Joinvillea in grof Euja, * 31. december 1550, † 23. december 1588.
Bil je najstarejši sin Franca, vojvode Guiškega, in Ane d'Este. Stara starša po materini strani sta bila Ercole II. d'Este, vojvoda Ferrare, in Renée Francoska. Preko Ercoleja II. je bil potomec Lucrezie Borgia in papeža Aleksandra VI.
Henrik I. Guiški je bil ključna oseba v francoskih verskih vojnah in eden od treh Henrikov v vojni treh Henrikov. Bil je močan nasprotnik kraljice matere Katarine Medičejske. 23. decembra 1588 ga je na kraljev ukaz umorila kraljeva telesna straža.

## Mladost
Rojen je bil kot najstarejši sin Franca, vojvode Guiškega, enega vodilnih francoskih magnatov, in Ane d'Este, hčerke vojvode Ferrare. V mladosti je bil prijatelj bodočega kralja Henrika III. Po naročilu nemourskega vojvode Jacquesa je poskušal leta 1561 prepričati mladega princa, naj pobegne z njim in se pridruži nadkatoliški frakciji, kar je močno razjezilo prinčevega očeta in strica.  Ko je bil star 12 let, so umorili njegovega očeta in Henrik I. je leta 1563 podedoval očetova naslova guvernerja Šampanje in velikega mojstra Francije.
Družina Guise in Henrik sta hrepenela po maščevanju Gaspardu II. de Colignyju, za katerega so menili, da je odgovoren za atentat na očeta. Kot taka sta on in njegov stric Karel, kardinal Lorene, poskušala leta 1564 na  silo vstopiti  v Pariz, se je njun poskus končal z obleganjem obeh v njuni rezidenci in sta morala odnehati. Ko je leta 1566 krona prisilila Karla v spravo  s Colignyjem, se Henrik srečanja ni hotel udeležiti. Colignyja in Anneja de Montmorencyja je pozval na dvoboj, vendar sta njegov poziv oba zavrnila.
Ker Henrik I. na dvoru ni bil več dobrodošel, sta se on in njegov brat Karel, vojvoda Mayennski, ki je služil pod Alfonzom II. d'Estejem, s spremstvom 350 mož odločila za odhod na križarsko vojno proti Osmanskemu cesarstvu na Ogrskem. Henrik III. je septembra 1568 postal polnoleten, Guise pa se je po ponovnem sprejemu njegovega strica v Tajni svet vrnil v središče francoske politike.

## Vstop v politiko
Henrik I. Guiški je igral pomembno vojaško vlogo v prvi in drugi francoski verski vojni. Udeležil se je bitk pri Saint-Denisu leta 1567 in Jarnacu leta 1569 in uspešno obranil Poitiers med obleganjem admirala Colignyja. V bitki pri Moncontourju je bil ranjen.
Leta 1570 se je tretja francoska verska vojna končana z mirom v Saint-Germain-en-Layeju. Del sporazuma je določal poroko med protestantom Henrikom Navarskim in kraljevo sestro Margareto Valoijsko, ki naj bi zagotovila stabilnost v državi. Približno takrat je začel Henrik Guiški romanco s kraljevo sestro Margareto, očitno z željo po poroki, kar se je hitro razvedelo po dvoru. Njena brata Henrik in Karel IX. sta bila besna. Nekateri dvorjani so predlagali, da se Henrika Guiškega kaznuje s smrtjo, a so se namesto tega dogovorili, da ga preženejo z dvora. 
Henrik Guiški se je 3. oktobra poročil s Katarino Cleveško in z njo prevzel naziv grofa Euja, ki je bil del njene dediščine.
Poroka med Henrikom IV. in Margareto Valoijsko avgusta 1572 je zahtevala prisotnost večine pariškega protestantskega vodstva. Kmalu po poroki je bil Coligny, ki je ob tej priložnosti obiskal prestolnico, v poskusu atentata ustreljen v ramo. Henrik Guiški je zaradi dolgotrajnega spora z njim postal glavni osumljenec za naročnika atentata.
Ko so se razmere v Parizu v naslednjih nekaj dneh zaostrile, je kraljevi svet načrtoval in v Šentjernejski noči izvedel likvidacijo protestantskega vodstva v Parizu. Med pokolom je Guiški organiziral Colignyjev umor in poskušal ujeti več drugih protestantov, vendar mu ni uspelo. Ko se je situacija sprevrgla v splošen pokol, je nezadovoljni Guiški v svoji rezidenci  ščitil bežeče protestante.
Med poznejšim nadaljevanjem verskih vojn je bil Henrik I. ranjen v bitki pri Dormansu in postal zaradi brazgotine na obrazu znan Le Balafre (Brazgotinec). S svojo karizmo in ugledom se je kot nasprotnik hugenotov med katoliškim prebivalstvom Francije povzpel do statusa junaka.

## Katoliška liga
Leta 1576 je ustanovil Katoliško ligo. Njegovi hitro slabšajoči se odnosi z novim kraljem Henrikom III. so povzročili konflikt, znan kot vojna treh Henrikov  (1584–1588).
Po smrti kraljevega brata Franca, vojvode Anžujskega, leta 1584, je dedič prestola postal  protestantski prvak Henrik Navarski. Guise je s španskim kraljem Filipom II. sklenil Joinvillski sporazum, po katerem bi moral Henrika III. naslediti rouenski nadškof, kardinal  Karel I. Bourbonski, in ne Henrik Navarski. Henrik III. se je zdaj (leta 1585) postavil na stran Katoliške lige,  ki se je z zelo uspešno vojskovala proti protestantom. Prestrašeni Henrik III. je prepovedal Guiseu prihod v Pariz, on pa se na to ni oziral in 9. maja 1588 prišel v mesto. Vrhunec dvoumnega izzivanja kralja je bil dan barikad, ki je  Henrika III. prisilil na beg iz mesta.

## Umor
Liga je zdaj obvladovala celo Francijo. Kralj je bil prisiljen ugoditi njenim zahtevam in imenovati Guisea za generalpodpolkovnika Francije. Henrik III. ni želel, da bi ga Liga imela zgolj za marioneto,  in se je odločil za drzno potezo. 23. decembra 1588 zjutraj je povabil Guisa v Château de Blois, kjer ga je Henrikov telesni stražar ubil. Naslednji da so umorili tudi njegovega brata, kardinala Ludvika II. Umora sta povzročila takšno ogorčenje med Guiseovimi sorodniki in zavezniki, da je bil Henrik III prisiljen na beg k Henriku Navarskemu. Henrika III. je naslednje leto ubil Jacques Clément, agent Katoliške lige.

## Otroci
Henrik I. se je 4. oktobra 1570 v Parizu poročil s Katarino Cleveško, grofico Eusko,  s katero je imel štirinajst otrok.
- Karel, vojvoda Guiški (1571–1640), očetov naslednik[19]
- Henrik (30. junij  1572 – 3. avgust 1574)
- Katarina (3. november 1573), umrla ob rojstvu
- Ludvik III.  (1575–1621), kardinal in nadškof Reimsa[19]
- Karel (1. januar 1576), umrl ob rojstvu
- Marija (1. june 1577 – 1582)
- Claude, vojvoda Chevreusea (1578–1657)[19]
- Katarina (29. maj 1579), umrla mlada
- Kristina (21. januar 1580), umrla ob rojstvu
- Franc (14. maj 1581 – 29. september 1582)
- Renée (1585 – 13. junij 1626), opatinja samostana St. Pierre[19]
- Ivana (31. julij – 8. oktober 1638, opatinja samostana Jouarre[19]
- Luiza Margareta Lorenska (1588 – 30. april 1631)[19]
- Franc Aleksander (7. februar 1589 – 1. junij 1614),[19] vitez Malteškega reda